# Alexis Piron

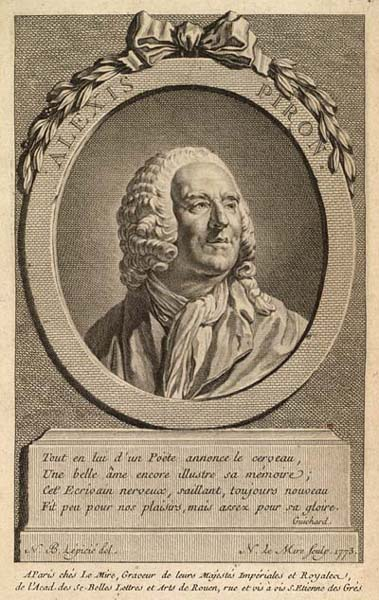
Alexis Piron.

Alexis Piron, född den 9 juli 1689 i Dijon, död den 21 januari 1773 i Paris, var en fransk skald.
Piron var advokat i Dijon, men flyttade 1719 till Paris, där han med sitt dramatiska författarskap snart tillvann sig allmänhetens beundran. Med oerhört bifall mottogs exempelvis monologen Arlequin Deucalion (1722) och lustspelet La métromanie ou le poète (1738; "Metromanien eller versvurmen", översättning av Leopold 1808), vilka båda är verkliga mästerverk av fyndighet och munterhet. Däremot lyckades mindre väl sorgespelen Callisthène (1730), Gustave Wasa (1733) och Fernand Cortez (1744). Jämväl många av hans mindre dikter är ypperliga, även då de blottar författarens svagheter, inte minst hans okuvliga ärelystnad och epikureiska livsåskådning. Betecknande i detta avseende är bland annat hans elaka och roliga epigram, särskilt Contre Voltaire eller Contre l'académie française, hans visor och hans berättelser. Han invaldes i Franska akademien 1753, ett val, som dock upphävdes av kungen, under förevändningen, att den frivola ungdomsdikten Ode à Priape gjorde honom ovärdig en dylik utmärkelse. Pirons Œuvres utkom i 8 band 1777, outgivna arbeten 1859, 1879 och 1880.